# Internet en Corée du Nord

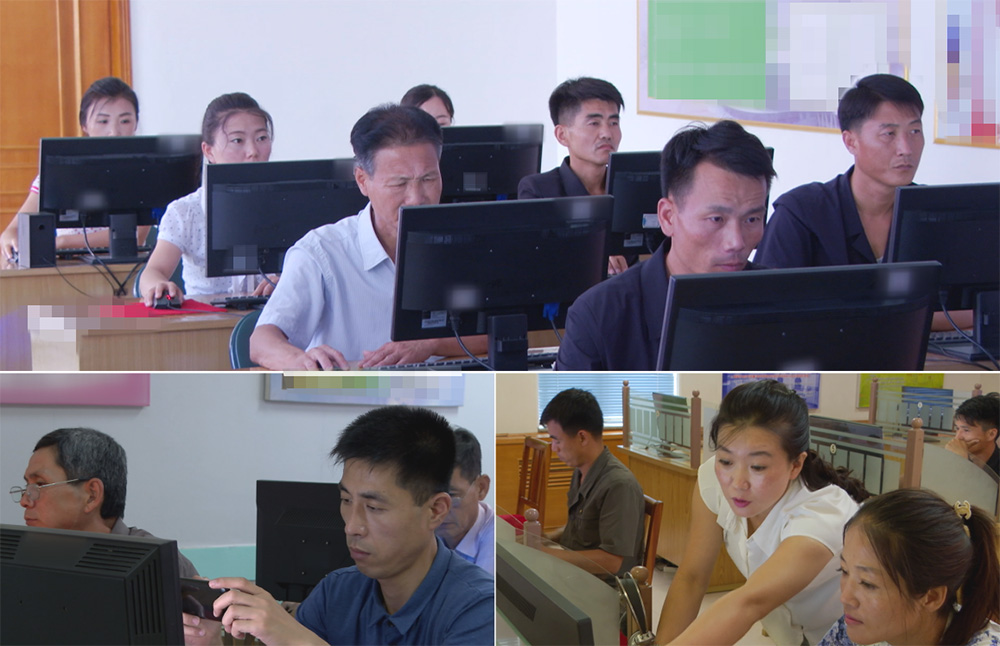
Des Nord-Coréens utilisent des ordinateurs dans un laboratoire informatique sanctionné par l'État

 (Juillet 2023).
Pour un article plus général, voir Médias en Corée du Nord.
La Corée du Nord n'a pas de fournisseur d'accès à internet privé.

## Présentation
Le pays a été déclaré pays « ennemi d'internet » par Reporters sans frontières. Le réseau est national et contrôlé par l'État. Cependant en 2010, il y avait un nombre croissant de sites web dans le domaine .kp. Beaucoup de ces sites sont hébergés par KCC Europe en Allemagne. Quelques-uns des sites dans ce domaine sont :
- le portail officiel du gouvernement nord-coréen Naenara sur naenara.com.kp ;
- le site du Comité des relations culturelles avec les Pays Étrangers sur friend.com.kp ;
- le site Web du Fonds de l'éducation de la Corée sur koredufund.org.kp ;
- le site Web de l'agence de presse centrale coréenne sur kcna.kp ;
- le site de l'édition numérique du journal Rodong Sinmun sur rodong.rep.kp ;
- le site de la compagnie aérienne nord-coréenne Air Koryo sur airkoryo.com.kp.